# Theodor Vietor

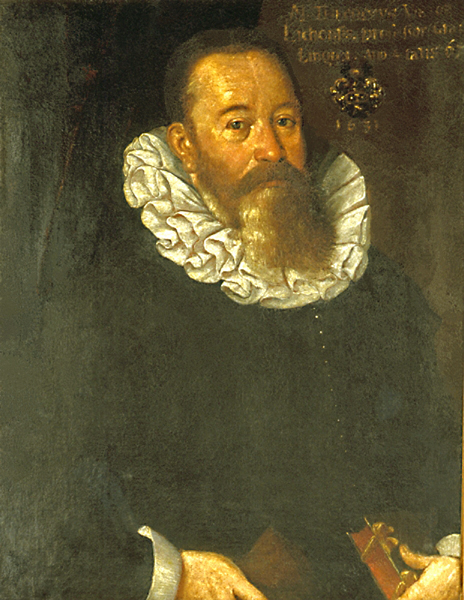
Theodor Vietor (1631)

Theodor Vietor (auch Theodorus Vietor; * 1560 in Lich; † 4. Juni 1645 in Marburg) war ein deutscher klassischer Philologe und Hochschullehrer.

## Leben
Vietor war Sohn eines einfachen Bürgers. Er absolvierte die Schule seiner Heimatstadt und studierte anschließend an der Universität Marburg. Er war zwei Jahre Rektor der Schule in Lich. An der Marburger Universität wurde er 1584/1585 zum Magister graduiert. Anschließend wurde er Konrektor an der Stadtschule in Kassel. Dort wirkte er bis 1595.
Vietor folgte zum 26. Oktober 1595 einem Ruf als Professor der Griechischen Sprache an die Marburger Universität. Am 21. März 1603 wurde ihm zudem das Amt des Pädagogiarchen und damit die Schulleitung des Marburger Gymnasiums übertragen. Nachdem Marburg 1624 an die Landgrafschaft Hessen-Darmstadt gefallen war, musste Vietor das Amt des Pädagogiarchen im März abgeben, wurde aber im Amt als Professor der Griechischen Sprache bestätigt. Als solcher wirkte er bis zu seiner Emeritierung 1639.
Vietor leitete 1597, 1604, 1610, 1617, 1624, 1630 und 1635 als Dekan die Philosophische Fakultät und 1615 sowie in Vertretung von Januar bis Mai 1619 als Rektor die Universität in Marburg. 1597 war er beim Landtag der Landstände der Landgrafschaft Hessen in Kassel Abgeordneter der Universität.
Der Philologe Wilhelm Viëtor war ein Nachfahre.

## Werke (Auswahl)
- Themata Physica, De Sede Animae. Egenolph, Marburg 1603 (Digitalisat).
- Theses Philosophicae. Hutwelcker, Marburg 1605 (Digitalisat).
- Viridarium Philosophicum. Hutwelcker, Marburg 1605 (Digitalisat).
- Kykeōn Viginti quatuor Zētkmatōn philosophicorum. Egenolph, Marburg 1606.
- Disputatio Logica De natura subiecti & adiuncti. Kezeliana, Marburg 1609.
- Decas De Consiliariis, Hutwelcker, Marburg 1615 (Digitalisat).